# Vlag van Boornsterhem

Vlag van de gemeente Boornsterhem
(1984-2014)

De vlag van Boornsterhem is op 20 maart 1984 per raadsbesluit ingesteld als de gemeentelijke vlag van de op 1 januari 1984 opgerichte Friese gemeente Boornsterhem (Fries: Boarnsterhim). De vlag is niet langer als gemeentelijke vlag in gebruik nadat de gemeente Boornsterhem per 1 januari 2014 opging in een aantal andere gemeenten.

## Beschrijving
De vlag wordt als volgt beschreven:
Een groene broeking met in de broektop een geel klaverblad, waarvan de hoogte gelijk is aan 1/3 van de hoogte van de vlag; een vlucht met vijf banen, rood, wit, enz..

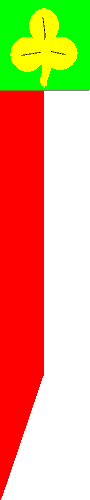
Wimpel

De kleuren en het klaverblad zijn afkomstig van het gemeentewapen. De uitwaai is afgeleid van de vlag van Oostergo.
Tegelijkertijd met de vlag werd een gemeentewimpel aangenomen die als volgt wordt beschreven:
Een vierkante hijs van groen, beladen met een gele klaver, en een lange splitwimpelvlucht in lengtebanen van rood en wit.
Zowel de vlag als de wimpel zijn ontworpen door de Fryske Rie foar Heraldyk. Het klaverblad is het belangrijkste wapenstuk van het gemeentewapen en de kleuren rood en wit zijn afkomstig van de gouw Oostergo, waartoe het gebied van de gemeente ooit behoorde.

## Dorpsvlaggen
Bij gemeenteraadsbesluit van 6 december 1985 werden voor de achttien dorpen een wapen en een vlag vastgesteld. Een initiatief dat kwam van het college van burgemeester en wethouders. Na de oprichting van een nieuwe commandostructuur ontstond het idee om het dorpswapen in de commandostructuur te laten graveren. De wapens waren al bekend uit Akkrum, Deersum, Oldeboorn, Terhorne, Terzool, Grouw en Wartena. De Fryske Rie foar Heraldyk werd gevraagd een wapen te ontwerpen voor de overige dorpen. De Fryske Rie foar Heraldyk maakte in één keer een vlag voor alle dorpen. Een vlag was alleen bekend van Wartena. Zo kreeg de rijke Friese heraldische traditie een prachtig vervolg.

Vlag van Aegum
Vlag van Akkrum
Vlag van Deersum
Vlag van Friens
Vlag van Grouw
Vlag van Idaard
Vlag van Irnsum
Vlag van Nes
Vlag van Oldeboorn
Vlag van Poppingawier
Vlag van Rauwerd
Vlag van Roordahuizum
Vlag van Sijbrandaburen
Vlag van Terhorne
Vlag van Terzool
Vlag van Warga
Vlag van Warstiens
Vlag van Wartena

## Verwante afbeeldingen

Het wapen van Boornsterhem
Wapen van Oostergo

Aengwirden 
· Baarderadeel 
· Barradeel 
· het Bildt 
· Bolsward 
· Boornsterhem 
· Dokkum 
· Dongeradeel 
· Doniawerstal 
· Ferwerderadeel 
· Franeker 
· Franekeradeel 
· Gaasterland 
· Gaasterland-Sloten 
· Haskerland 
· Hemelumer Oldeferd 
· Hennaarderadeel 
· Hindeloopen 
· Idaarderadeel 
· IJlst 
· Kollumerland en Nieuwkruisland 
· Leeuwarderadeel 
· Lemsterland 
· Littenseradeel 
· Menaldumadeel 
· Nijefurd 
· Oostdongeradeel 
· Rauwerderhem 
· Schoterland 
· Skarsterlân 
· Sloten 
· Sneek 
· Stavoren 
· Terschelling en Vlieland 
· Utingeradeel 
· Westdongeradeel 
· Wonseradeel 
· Workum 
· Wymbritseradeel